# Ramulus
A Ramulus a rovarok (Insecta) osztályának botsáskák (Phasmatodea) rendjébe, ezen belül a valódi botsáskák (Phasmatidae) családjába és a Clitumninae alcsaládjába tartozó nem.

## Rendszerezés
A nembe az alábbi 171 faj tartozik:
- Ramulus ablutus (Brunner von Wattenwyl, 1907)
- Ramulus aboricus (Giglio-Tos, 1914)
- Ramulus acutus (Chen & He, 2004)
- Ramulus alauna (Westwood, 1859)
- Ramulus alienus (Brunner von Wattenwyl, 1907)
- Ramulus altissimus (Chen & Zhang, 2008)
- Ramulus amathia (Westwood, 1859)
- Ramulus anceps (Brunner von Wattenwyl, 1907)
- Ramulus angustior (Brunner von Wattenwyl, 1907)
- Ramulus annuliventris (Chen & He, 2004)
- Ramulus antennatus (Chen & Li, 2002)
- Ramulus anterior (Brunner von Wattenwyl, 1907)
- Ramulus apicalis (Chen & He, 1994)
- Ramulus appropinquatus (Brunner von Wattenwyl, 1907)
- Ramulus arrogans (Brunner von Wattenwyl, 1907)
- Ramulus artemis (Westwood, 1859)
- Ramulus asaphus (Chen & He, 1992)
- Ramulus augustus (Carl, 1913)
- Ramulus baishuijiangius (Chen, 1992)
- Ramulus bannaensis (Chen, Shang & Pei, 2000)
- Ramulus bicolor (Carl, 1913)
- Ramulus bidentatus (Brunner von Wattenwyl, 1907)
- Ramulus bifarius (Chen & He, 2008)
- Ramulus bilineatus (Brunner von Wattenwyl, 1907)
- Ramulus bomiense (Chen & He, 1994)
- Ramulus brachycerus (Chen & He, 1995)
- Ramulus braggi Hennemann, 2002
- Ramulus brevianalus (Chen & He, 2008)
- Ramulus brevicercatus (Chen, 1999)
- Ramulus brongniarti (Brunner von Wattenwyl, 1907)
- Ramulus brunneus (Chen & He, 1993)
- Ramulus caii (Brock & Seow-Choen, 2000)
- Ramulus capitatus (Brunner von Wattenwyl, 1907)
- Ramulus ceylonense Otte & Brock, 2005
- Ramulus chengmaii (Thanasinchayakul, 2006)
- Ramulus chinensis (Brunner von Wattenwyl, 1907)
- Ramulus chongxinense (Chen & He, 1991)
- Ramulus concisus (Brunner von Wattenwyl, 1893)
- Ramulus coomani (Chen & Shang, 2002)
- Ramulus cylindriceps (Brunner von Wattenwyl, 1907)
- Ramulus decolyi (Brunner von Wattenwyl, 1907)
- Ramulus detrectans (Brunner von Wattenwyl, 1907)
- Ramulus diversus (Brunner von Wattenwyl, 1907)
- Ramulus dubiosus (Brunner von Wattenwyl, 1907)
- Ramulus ecarinatus (Bi & Lian, 1991)
- Ramulus edentatus (Brunner von Wattenwyl, 1907)
- Ramulus elaboratus (Brunner von Wattenwyl, 1907)
- Ramulus emendatus (Brunner von Wattenwyl, 1907)
- Ramulus eminens (Brunner von Wattenwyl, 1907)
- Ramulus fasciatus (Chen & He, 2006)
- Ramulus femoratus (Chen, 1999)
- Ramulus filiformis (Herbst, 1786)
- Ramulus fissicornis (Brunner von Wattenwyl, 1907)
- Ramulus flavofasciatus (Chen & He, 1993)
- Ramulus flavovittatus (Chen & Li, 2002)
- Ramulus foedatus (Brunner von Wattenwyl, 1907)
- Ramulus formosanus (Shiraki, 1935)
- Ramulus fruhstorferi (Brunner von Wattenwyl, 1907)
- Ramulus frustrans (Brunner von Wattenwyl, 1907)
- Ramulus fuscolineatus (Wood-Mason, 1873)
- Ramulus fuscothoracicus (Liu & Cai, 1992)
- Ramulus gansuense (Chen & Wang, 2005)
- Ramulus gestri (Brunner von Wattenwyl, 1907)
- Ramulus giganteus (Chen & Li, 2002)
- Ramulus globosicaput (Brunner von Wattenwyl, 1907)
- Ramulus grandis (Chen & He, 2006)
- Ramulus granulatus (Shiraki, 1935)
- Ramulus granulosus (Chen & He, 1992)
- Ramulus hainanense (Chen & He, 2002)
- Ramulus harrisonia (Thanasinchayakul, 2006)
- Ramulus henanensis (Chen, 2002)
- Ramulus huayingense (Chen & He, 1997)
- Ramulus hydrocephalus (Brunner von Wattenwyl, 1907)
- Ramulus imperialis (Brunner von Wattenwyl, 1907)
- Ramulus impigrus (Brunner von Wattenwyl, 1907)
- Ramulus inermus (Bi, 1992)
- Ramulus ingerens (Brunner von Wattenwyl, 1907)
- Ramulus interdentatus (Chen, 1999)
- Ramulus interruptus (Chen & He, 2008)
- Ramulus intersulcatus (Chen & He, 1991)
- Ramulus irregulariterdentatus (Brunner von Wattenwyl, 1907)
- Ramulus jianfenglingense (Chen & He, 2008)
- Ramulus jigongshanense (Chen & Li, 1999)
- Ramulus jinnanense (Chen, 1992)
- Ramulus jinxiuense (Chen & He, 2008)
- Ramulus kangxianense (Chen & Wang, 2005)
- Ramulus koreanus (Kwon, Ha & Lee, 1992)
- Ramulus laevigatus (Wood-Mason, 1873)
- Ramulus lanceus Liu & Cai, 1992
- Ramulus lianxianense (Chen, He & Chen, 2000)
- Ramulus liboensis (Chen & Ran, 2002)
- Ramulus lineaticeps (Brunner von Wattenwyl, 1907)
- Ramulus lineatus (Brunner von Wattenwyl, 1893)
- Ramulus lineatus (Liu & Cai, 1992)
- Ramulus lobipes (Brunner von Wattenwyl, 1907)
- Ramulus lobulatus (Brunner von Wattenwyl, 1907)
- Ramulus longianalus (Chen & He, 2008)
- Ramulus longmenense (Chen & He, 2008)
- Ramulus luopingense (Chen & Yin, 1995)
- Ramulus magnus (Brunner von Wattenwyl, 1907)
- Ramulus maoershanense (Chen & He, 1993)
- Ramulus maolanense (Chen & Ran, 2002)
- Ramulus mediocris (Brunner von Wattenwyl, 1907)
- Ramulus melanocephalus (Carl, 1913)
- Ramulus minutidentatus (Chen & He, 1994)
- Ramulus nematodes (Haan, 1842)
- Ramulus neomodestus Otte & Brock, 2005
- Ramulus nigrifactus (Chen & Li, 2002)
- Ramulus nigrodentatus (Chen & Yin, 1996)
- Ramulus nigrolineatus (Chen & He, 1997)
- Ramulus nyalamense (Chen, Shang & Pei, 2000)
- Ramulus oberthuri (Brunner von Wattenwyl, 1907)
- Ramulus obliquus (Chen & He, 1995)
- Ramulus operculatus (Brunner von Wattenwyl, 1907)
- Ramulus paulus (Chen & He, 1994)
- Ramulus penthesilea (Wood-Mason, 1873)
- Ramulus perfidus (Giglio-Tos, 1914)
- Ramulus phalangodes (Bates, 1865)
- Ramulus philippinicus (Brunner von Wattenwyl, 1907)
- Ramulus phyllodeus (Chen & He, 2008)
- Ramulus pingliense (Chen & He, 1991)
- Ramulus platycercatus (Chen & He, 2008)
- Ramulus productus (Brunner von Wattenwyl, 1893)
- Ramulus pseudoarrogans (Chen & He, 2008)
- Ramulus pseudoporus (Westwood, 1859)
- Ramulus rachaburii (Thanasinchayakul, 2006)
- Ramulus recessus (Brunner von Wattenwyl, 1907)
- Ramulus redemptus (Brunner von Wattenwyl, 1907)
- Ramulus reginus (Brunner von Wattenwyl, 1907)
- Ramulus regulus (Brunner von Wattenwyl, 1907)
- Ramulus robinius (Cai, 1993)
- Ramulus rotundus (Chen & He, 1992)
- Ramulus rotunginus (Giglio-Tos, 1914)
- Ramulus russellii (Bates, 1865)
- Ramulus rusticus (Stål, 1877)
- Ramulus scalpratus Liu & Cai, 1992
- Ramulus serrulatus (Brunner von Wattenwyl, 1907)
- Ramulus siamensis (Brunner von Wattenwyl, 1907)
- Ramulus siamensis (Thanasinchayakul, 2006)
- Ramulus sparsidentatus (Chen & He, 1992)
- Ramulus sparsihirtus (Chen & He, 1992)
- Ramulus spatulatus (Bi, 1992)
- Ramulus spinicornus (Chen & He, 2000)
- Ramulus spinulosus (Chen & Wang, 2005)
- Ramulus stilpnoides (Kirby, 1888)
- Ramulus subnematodes (Giebel, 1861)
- Ramulus superbus (Carl, 1913)
- Ramulus superfluus (Brunner von Wattenwyl, 1907)
- thaiföldi botsáska (Ramulus thaii) (Hausleithner, 1985)
- Ramulus tianmushanense (Chen & He, 1995)
- Ramulus tiantaiensis (Zhou, 1997)
- Ramulus tonkinense (Chen & Shang, 2002)
- Ramulus trilineatus (Chen & He, 2008)
- Ramulus ussurianus (Bey-Bienko, 1960)
- Ramulus verecundus (Brunner von Wattenwyl, 1907)
- Ramulus verruculosus (Brunner von Wattenwyl, 1893)
- Ramulus versicolorus (Chen & Wang, 1993)
- Ramulus vicinus (Chen & Li, 1999)
- Ramulus viridulus (Chen & Li, 2002)
- Ramulus vitex (Thanasinchayakul, 2006)
- Ramulus warsbergi (Brunner von Wattenwyl, 1907)
- Ramulus wenxianense (Chen & Wang, 2005)
- Ramulus westwoodii (Wood-Mason, 1873)
- Ramulus wuyishanense (Chen, 1999)
- Ramulus xanti (Brunner von Wattenwyl, 1907)
- Ramulus xiaguanense (Chen & He, 2008)
- Ramulus xinganense (Chen & He, 1999)
- Ramulus xingshanense (Chen & He, 1997)
- Ramulus xixiaense (Chen, 1999)
- Ramulus yongrenense (Chen & He, 2008)
- Ramulus ziziphus (Thanasinchayakul, 2006)

## Fordítás
- Ez a szócikk részben vagy egészben  a   Ramulus című angol Wikipédia-szócikk ezen változatának fordításán alapul.  Az eredeti cikk szerkesztőit annak laptörténete sorolja fel. Ez a jelzés csupán a megfogalmazás eredetét és a szerzői jogokat jelzi, nem szolgál a cikkben szereplő információk forrásmegjelöléseként.